# Операција Ахзе
Операција Ахзе, (алтернативни назив је операција Аларих је кодни назив за немачки план поседања италијанске војне зоне, те разоружавања и неутралисања италијанске армије у случају њене капитулације или преласка на страну Савезника. Пошто су Немци током лета 1943. постали свесни наступања ових догађаја, унапред су предузели организационе мере и концентрацију трупа. Под разним изговорима, јачање немачког војног присуства у италијанској војној зони почело још пре објављивања капитулације, а након њеног објављивања 8. септембра 1943. Немци су наступили енергично и безобзирно, свим расположивим снагама. Италијанска армија није пружила отпор, осим у неколико излолованих и краткотрајних случајева. Према немачким подацима, разоружано је укупно 1.006.370 италијанских војника, од чега:
- 415.682 у северној Италији
- 102.340 у јужној Италији
- 8.722 у Француској
- 164.986 у Југославији
- 265.000 у Грчкој.

Том приликом заплењена је готово комплетна опрема италијанских армијских формација, укључујући 8.736 минобацача, 8.322 топа и 677 оклопних возила.

## Операција Ахзе у Југославији
Кад је италијанска влада маршала Бадоља (итал. Pietro Badoglio) објавила примирје са Савезницима, тиме је фактички ступила у ратно стање са Немачком. Међутим, услед присуства знатних немачких снага на Балкану, италијанске јединице на Балкану нису добиле директно наређење да се супротставе Немцима, него им је остављена слобода да прилагоде своје држање локалној ситуацији. Италијански војници нису били расположени за рат против Немаца, па стога италијанске трупе, осим у неколико случајева, нису пружиле отпор наступању Немаца и дозволиле су да Немци заплене њихово оружје и опрему.
Италијанске снаге након проглашења примирја исто тако углавном нису пружале активан отпор ни снагама НОВЈ, па је у италијанској зони у Југославији настала нека врста трке између Немаца и НОВЈ са циљем заплене италијанског оружја.
Немачка команда извршила је припреме за случај капитулације Италије. У тршћанском залеђу распоређен је II СС оклопни корпус под командом групе армија Б, а у Југославији је надлежност преузела Друга оклопна армија. Њен 3. СС оклопни корпус размештен је у северозападној Хрватској, 69. резервни у Славонији и Срему, а јединице под командом 15. брдског корпуса превентивно су заузеле погодне позиције: 7. СС дивизија у зони Мостара, 118. ловачка у области између Шавника и Лима, а 114. ловачка крајем августа пробила се из западне Босне у област Книна и Дрниша. Чим је објављена капитулација Италије 8. септембра 1943, у многим крајевима дошло је до масовног устанка становништва, што је у великој мери помогло јединицама НОВЈ да заплене знатне количине њиховог оружја и опреме разоружањем бројних посада.

### Борбе у западним крајевима
У деловима Словеније, Истри, Горском котару и Хрватском приморју у септембру је дошло до масовног устанка под вођством НОП-а. Немци су успели да запоседну обалске градове, али је готово целокупна територија пала под контролу партзанских јединица. Партизани су ушли у Сушак, предграђе Љубљане и многа мања места, разоружавши италијанске посаде и наоружавши се њиховом опремом. Словеначке јединице разоружале су главнину 11. италијанског армијског корпуса корпуса: 33 пешадијска, 4 митраљеска и 2 тенковска батаљона, 9 митраљеских дивизиона, 9 дивизиона артиљерије и 1 ескадрон коњице. Немци су интервенцијом своји моторизованих колона италијанске јединице у Љубљани и дуж железничке пруге Љубљана - Трст. У Истри и тршћанском залеђу, око 10.000 устаника за кратко време разоружало је око 8.600 војника из 23 италијанског армијског корпуса и групе војника из 5. и 11. корпуса које су се из Горског котара и са острва северног Јадрана пробијале преко Истре у Италију. У западном делу Словеније формирано је 10 нових бригада и три дивизије (18, 30. и 31), а на подручју Истре две бригаде. У Хрватском Приморју и Горском котару јединице 13. дивизије и 1. и 2. приморско-горанског одреда, уз масовну помоћ народа, разоружале су дивизије „Мурђе“, „Челере“, „Мачерата“ и 14. обалску бригаду 5. италијанског корпуса. Заплењено је: 80 топова, 40 минобацача, 21 оклопни аутомобил разне величине и 19 лаких тенкова.
Немци су крупним снагама покренули енергичну акцију против ових новостворених формација НОВЈ. 44. и 71. дивизија ојачане оклопним деловима 1. СС оклопне дивизије, са деловима 162. дивизије покренули су 25. септембра операцију Истра. Већ у првим данима енергичним наступањем уз оштре репресалије према становништву, разбили су обе истарске бригаде и истарске партизанске одреде. Према немачким подацима, партизанима су нанети губици од 4096 мртвих и 6850 рањених, и заплењена су 32 топа. Према каснијим југословенским проценама, укупно је страдало око 2.000 бораца и цивила. Операција је по фазама настављена до 20. октобра, након чега је покренута нова операција у западној Словенији под називом Волкенбрух (провала облака). Остаци партизанских снага из Истре по групама су се пребацили у Горски Котар, где су прихваћени од 13. дивизије.
Делови Друге оклопне армије интервенисали су на Жумберку и јужно од Карловца, али нису доспели даље од Огулина. Личке и приморске снаге НОВЈ задржале су контролу над Ликом (осим Госпића и комуникације Бихаћ - Книн) и Приморјем, освојивши Карлобаг и Сењ.

### Борбе у Далмацији
У северној Далмацији 114. немачка дивизија је брзим напредовањем продрла у Шибеник и Задар, разоружавши дивизију „Зара“, те карабинијерске и обалске јединице. Партизанске јединице, ојачане устанком и масовним приливом бораца, успоставиле су контролу над највећим делом територије. Заплењено је преко 2.000 пушака, око 80 митраљеза и 80 пушкомитраљеза, 2 тешка бацача и 3 топа.
Устаници предвођени руководством месне комунистичке организације овладали су већ 9. септембра Сплитом, разоружавши комплетни дивизију Бергамо осим 25. пука, делове 17. обалске бригаде и корпусне јединице 18. италијанског корпуса. Друга оклопна армија реаговала је хитним слањем делова 7. СС дивизије авионским транспортом у Сињ ради напада на Сплит. Врло оштре борбе за Сплит трајале су 17 дана, док није коначно привучена комплетна 7. СС дивизија и 92. моторизовани пук. Ове јединице су у операцији Гајзерих на јуриш заузеле Сплит 25-27. септембра. Мањи део италијанских снага из Сплита учествовао је заједно са јединицама НОВЈ у одбрани града. Преостало људство из ових јединица након ових борби распоређено је по јединицама НОВЈ.
Италијанске јединице у јужној Далмацији и Херцеговини (6. армијски корпус) Немци су потчинили и разоружали већ током првих неколико дана путем преговора и демонстрације силе.

### Борбе у Црној Гори
У Црној Гори биле су размештене три италијанске дивизије 14. корпуса. 118. дивизија, која се прикупила у северној Црној Гори, имала је за првенствени циљ запоседање обале и гарнизона у непосредном залеђу. Италијанска дивизија Тауринензе покушала је да се пробије на обалу Јадрана са циљем успостављања везе са матицом и ради евентуалне евакуације. Пошто је одбила предају, делови 118. дивизије напали су је 14. септембра у Боки Которској, разбивши два њена батаљона. Након овог сукоба, дивизија Тауринензе извукла се у непосредно залеђе Боке. Пета црногорска бригада успоставила је везу с њом, настојећи да је приволи на сарадњу и заједничку борбу, или макар предају оружја. Команда дивизије Тауринензе одбила је ове предлоге, као и предлог за извлачење на север, ради наслона на јединице НОВЈ. Након више мањих окршаја, 118. дивизија је 6. октобра енергичним нападом потчинила ову дивизију, након чега је уследило стрељање већег броја официра и војника. Од делова дивизије који су се по групама извукли, уз помоћ Пете бригаде формиране су италијанске партизанске бригаде „Аоста“ и „Тауринензе“.

#### Учешће четника
Капитулација Италије представљала је подстицај и за Михаиловића и његове снаге. У очекивању евентуалног брзог искрцавања Савезника, многе његове јединице ступиле су у активна непријатељства према Немцима. Са овим снагама у Санџаку кретали су се и чланови савезничких мисија. Ова дејства Михаиловићевих снага против Немаца потрајала су према речима пуковника Бејлија, око 6 недеља.
Мањи делови 118. дивизије кретали су се долином Лима, са циљем потчињавања тамо распоређених делова италијанске дивизије Венеција. Са једним походним одредом ове дивизије сукобили су се 12. септембра у Пријепољу четници под командом Лукачевића. Након окршаја четници су ушли у Пријепоље. О овом догађају постоји више опречних тумачења. Према тумачењу обавештајних органа НОВЈ на терену, до сукоба је дошло грешком, четници су претрпели губитке, али су након одласка Немаца ушли у град.
2. У Пријепоље четници су ушли са борбом коју су водили са Њемцима. Четници су мислили да су Њемци напустили град, те се упутило у град око 300 четника. У граду је било још 60 Њемаца који су дочекали ове четнике и убили око 80. Послије ове борбе Њемци су се повукли у правцу Пљеваља. Прије напуштања вароши запалили су све магацине.
Према тумачњу Милослава Самарџића које се ослања на неке изјаве пуковника Бејлија, радило се о великој борби и великој победи четника, са око 200 погинулих Немаца. Међутим, према истраживању Дипи историјског инситута у немачким изворима, 118. дивизија претрпела је током периода од 11. до 20. септембра 1943. губитке од укупно 45 погинулих, у шта су урачунати сукоби са дивизијом Тауринензе и бројни мањи окршаји.

#### Дивизија Венеција
Италијанска дивизија Венеција покривала је подручје североисточне Црне Горе и долине Лима. Услед упослености делова 118. дивизије на другим секторима, њена главнина, смештена у Беранама и околним местима, остала је у прво време поштеђена немачког напада. Услед тога су се као претенденти на њено људство и опрему појавиле снаге ЈВуО које су од раније имале контакте са овом дивизијом. Након преговора у којима су учествовали и чланови савезничких мисија, штаб дивизије Венеција није донео дефинитивну одлуку.
Решење ових дилема донело је енергично наступање бројчано релативно слабих делова Друге пролетерске дивизије. Они су разбили четнике, нападом на Колашин 29. септембра принудили тамошњу посаду (2. батаљон 83. пука дивизије Венеција) да пређе на њихову страну, и затим даљим разбијањем четничких делова избили у Беране, присиливши јединице дивизије Венеција на сарадњу. Људство ове дивизије преформирано је у пет бригада „Гарибалди“, које су стављене под команду Другог ударног корпуса. Против ових италијанских снага и делова Другог корпуса Немци су од 15. до 25. октобра водили безуспешну операцију Балкански кланац.